# 野島透也
野島 透也（のじま とうや、2003年5月18日 - ）は、日本の男性俳優、声優。東京都出身。松竹エンタテインメント所属。
父の野島健児、祖父の野島昭生、伯父の野島裕史は共に声優。叔父の野島智司は作家。父方の祖母はナチュラリスト。姉はダンサー。

## 来歴
普段は映像の仕事をメインとしているが、『しょうぐん 天晴れェド!』で声優デビューし、父の健児と共演した。

## 人物
趣味は英語。特技はドラムの演奏。

## 出演

### テレビドラマ
- ごほうびごはん 第6話（2021年、桃子の彼氏）
- 科捜研の女 Season21 第11話（2022年、速水祐斗）

### 映画
- 弱虫ペダル（2020年）
- ハニーレモンソーダ（2021年）
- うみべの女の子（2021年）
- 20歳のソウル（2022年）
- シャイロックの子供たち（2023年）
- ぴっぱらん!!（2024年）
- 水の中で深呼吸（2025年）[7]

### 舞台
- 舞台 PSYCHO-PASS サイコパス Virtue and Vice 2（〈東京〉2020年11月20日 - 11月29日、〈大阪〉2020年12月3日 - 6日）
- 演劇ドラフトグランプリ （2022年、日本武道館、チーム「打」）
- エドワード8世からのラブレター〜マルゲリッツ・アリベールは、有罪か、無罪か? Love Letters from Edward VIII : Is Marguerite Alibert Guilty or Not?（2022年）
- 新風プロジェクト革新 #5 暁人のやりたい放題 三咲暁人 独演戟（ひとりしばい）「梅吉物語」（2022年） - 子分の声

### テレビアニメ
- テクノロイド オーバーマインド（2023年、大学生）

### Webドラマ
- ガンダムビルドリアル（2021年、清水タクミ[8]）

### ボイスドラマ
- しょうぐん 天晴れェド!（2020年、四代 家綱）
- そこに誰かいる (2022年、村田ケイゴ)
- アウトリ（2024年、御子柴恭吾[9]）

### ポッドキャスト
- アレク氏2120 第8話 Audible（2020年、誠）

### 吹き替え

#### ドラマ
- ドゥーム・パトロール シーズン3 U-NEXT（2022年、タイ・テナント）

### ナレーション
- HuluHU35 クリエイターズ・チャレンジ 第2回（2023年）

### ライブ
- 朗読ライブ パレット〜星に描く水彩〜（2020年、白猫）
- 野島兄弟R（2021年）

### CM
- 河合塾 大学入学共通テストトライアル告知編（2021年、男子高校生）

### CD
- 以声伝心〜DUAL VOICES〜 野島健児×野島透也